# Velušovce
Velušovce é um município da Eslováquia, situado no distrito de Topoľčany, na região de Nitra. Tem 5,81 km² de área e sua população em 2018 foi estimada em 487 habitantes.

## Demografia
| Ano:        | 1994 | 2004   | 2014   | 2024   |
| ----------- | ---- | ------ | ------ | ------ |
| Broj ljudi: | 497  | 510    | 493    | 542    |
| Razlika:    |      | +2,61% | -3,33% | +9,93% |

| Ano:               | 2023 | 2024   |
| ------------------ | ---- | ------ |
| Número de pessoas: | 546  | 542    |
| Diferença:         |      | -0,73% |